# Szepsi vasútállomás
Szepsi vasútállomás Szepsiben, a Kassa-vidéki járásban van, melyet a Železničná spoločnosť Slovensko a.s. (Szlovák Vasúttársaság Rt.) üzemeltet.

## Vasútvonalak
Az állomást az alábbi vasútvonalak érintik:
- Zólyom–Kassa-vasútvonal
- Szepsi–Mecenzéf-vasútvonal

## Kapcsolódó állomások
A vasútállomáshoz az alábbi állomások vannak a legközelebb:
- Szepsi-Belváros megállóhely
- Somodi megállóhely
- Makranc megállóhely

Korábban közvetlen kapcsolata volt Magyarország felé, Tornanádaska irányába, az országhatárig tartó szakasz szlovák területen jelenleg járhatatlan.

## Története
Szepsi és Kassa között újra van regionális forgalom. A Mecenzéf felé vezető vonalon 2003 óta szünetel a személyszállítás, kivéve Szepsi-Belváros megállóhelyen.

## Forgalma
| Járat                         | Útvonal | Gyakoriság |            |
| ----------------------------- | --- | --- | ---------- |
| személyvonat                  | Os | Szepsi-Belváros – Szepsi – Makranc – Csécs – Szeszta – Nagyida – Hutníky – Enyicke – Bárca – Kassa-Erzsébetváros – Kassa | Napi 6 pár |
| (R) Gemeran Poľana gyorsvonat | Pozsony-Újváros – Pozsony főpályaudvar – Pozsony-Szőlőhegy – Galánta – Vágsellye – Érsekújvár – Nagysurány – Léva – Újbánya – Zsarnóca – Garamszentkereszt – Zólyom-személyi – Krivány – Losonc – Fülek – Feled – Tornalja – Pelsőc – Rozsnyó – Szepsi – Kassa – Sároskőszeg – Eperjes | napi 1 pár |            |